# Руденка (Жлобинский район)
Руденка (бел. Рудзенка) — деревня в Пиревичском сельсовете Жлобинского района Гомельской области Белоруссии.
На юге и востоке граничит с лесом. Рядом есть залежи железных руд.

## География

### Расположение
В 21 км на юго-восток от Жлобина, 8 км от железнодорожной станции Салтановка (на линии Жлобин — Гомель), 72 км от Гомеля.

## Гидрография
На реке Руденка (приток реки Окра).

## Транспортная сеть
Рядом с автодорогой Бобруйск — Гомель. Планировка состоит из дугообразной улицы, к которой с юга присоединяется короткая прямолинейная улица, ориентированная с юго-востока на северо-запад. Застройка двусторонняя, неплотная, деревянная, усадебного типа.

## История
По письменным источникам известна с XVIII века как деревня в Староруднянской волости Рогачёвского уезда Могилёвской губернии. В 1848 году деревня и фольварк, 256 десятин земли, во владении помещика. С 1873 года действовало предприятие по производству сахара. Хозяева фольварка владели в 1879 году 160 десятинами земли. Согласно переписи 1897 года находилась ветряная мельница. В 1909 году 469 десятин земли, мельница.
В 1929 году организован колхоз. Во время Великой Отечественной войны в 1 км на юг от деревни, на пересечении дорог Жлобин — Гомель и Скепня — Салтановка, 17 августа 1941 года в бою против оккупантов погиб командир 63-го стрелкового корпуса 21-й армии генерал-лейтенант Л. Г. Петровский (похоронен в братской могиле в деревне Старая Рудня). В январе 1944 года в деревне размещался госпиталь советских войск. 15 жителей погибли на фронтах. Согласно переписи 1959 года 280 жителей. В составе совхоза «Скепнянскі» (центр — деревня Скепня).

## Население

### Численность
- 2004 год — 40 хозяйств, 64 жителя.

### Динамика
- 1848 год — 44 жителя.
- 1897 год — 25 дворов, 233 жителя (согласно переписи).
- 1909 год — 36 дворов, 171 житель.
- 1925 год — 63 двора.
- 2004 год — 40 хозяйств, 64 жителя.